# Vijay Anand
Vijay Anand, noto anche come Goldie Anand (Gurdaspur, 22 gennaio 1934 – Mumbai, 23 febbraio 2004), è stato un regista e attore indiano.

## Filmografia parziale

### Regista
- Nau Do Gyarah (1957)
- Kala Bazar (1960)
- Tere Ghar Ke Samne (1963)
- Guide (1965)
- Teesri Manzil (1966)
- Jewel Thief (1967)
- Kahin Aur Chal (1968)
- Johny Mera Naam (1970)
- Tere Mere Sapne (1971)
- Black Mail (1973)
- Chhupa Rustam (1973)
- Kora Kagaz (1974)
- Bullet (1976)
- Ek Do Teen Char (1980)
- Ram Balram (1980)
- Rajput (1982)
- Main Tere Liye (1988)

### Attore
- Haqeeqat, regia di Chetan Anand (1964)
- Kora Kagaz, regia di Anil Ganguly (1974)
- Chor Chor, regia di Prem Prakash (1974)
- Main Tulsi Tere Aangan Ki, regia di Raj Khosla (1978)
- Ghungroo Ki Awaaz, regia di Ramsay Brothers (1981)

## Premi
- 1965: Filmfare Best Director Award (Guide)
- 1965: Filmfare Best Dialogue Award (Guide)
- 1970: Filmfare Best Editing Award (Johnny Mera Naam)
- 1970: Filmfare Best Screenplay Award (Johnny Mera Naam)
- 1970: BFJA Awards Best Editor (Johnny Mera Naam)
- 1972: BFJA Awards Best Editor (Double Cross)